# Frederick Augustus Klein
Frederick Augustus Klein (* 1827 in Straßburg; † 1. Dezember 1903 in England) war ein Missionar der anglikanischen Church Mission Society (CMS) in Palästina. Er ist für die Entdeckung die Mescha-Stele bekannt.
Klein studierte am Missioninstitut in Basel und ging dann, nachdem er als anglikanischer Priester ordiniert war, in den Dienst der Church Mission Society in Islington. Ab 1851 war er für diese in Palästina, zuerst in Nazareth und ab 1855 in Jerusalem. 1868 entdeckte er bei Dhiban beim Toten Meer die Mescha-Stele, die älteste bekannte semitische (moabilitische) Inschrift aus der Zeit um 840 v. Chr. 1868 veröffentlichte er darüber eine Nachricht in der Pall Mall Gazette und erneut am 19. April 1870.
Ab 1877 war er in Deutschland, wo er aus dem Arabischen übersetzte (und ins Arabische). 1882 bis 1893 war er für die Church Mission Society in Kairo als Missionar. Dort übersetzte er auch das Book of Common Prayer ins Arabische. In seinem Ruhestand entstand auch ein Buch über den Islam.

## Schriften
- The religion of Islam. London 1906 (Druck – aus Kostengründen – in Madras), (Digitalisat)